# 藤代 (弘前市)
藤代（ふじしろ）は、青森県弘前市の地名。郵便番号は036-8373。

## 地理
岩木川沿い北側の町。北は石渡、東は浜の町西、東南は和田町、南は平岡町、西は熊嶋・土堂に接する。

### 小字
小字として平田・広田がある。

## 沿革
- 1889年（明治22年） - 町村制施行により中津軽郡藤代村、船水村、土堂村、石渡村、鳥町村、萢中村、町田村、中崎村、三世寺村、大川村が合併して発足した(新)藤代村の一部にあたる。
- 1891年（明治24年） - 当時の記録では人口538、戸数76、厩57、水車1であった。
- 1955年（昭和30年） - 弘前市に編入され藤代村は消滅し、弘前市の大字となる。
- 1970年（昭和45年） - 一部が栄町一～四丁目・西城北一～二丁目になる。
- 1972年（昭和47年） - 一部が浜の町西一～三丁目・石渡一丁目になる。
- 1976年（昭和51年） - 一部が和田町になる。

## 世帯数と人口
2017年（平成29年）6月1日現在の世帯数と人口は以下の通りである。
| 丁目・大字       | 世帯数  | 人口    |
| ---------------- | ------- | ------- |
| 藤代一丁目       | 157世帯 | 348人   |
| 藤代二丁目       | 206世帯 | 403人   |
| 藤代三丁目       | 185世帯 | 404人   |
| 藤代四丁目       | 75世帯  | 197人   |
| 藤代五丁目       | 15世帯  | 32人    |
| 藤代（小字全域） | 14世帯  | 39人    |
| 計               | 652世帯 | 1,423人 |

## 施設

### 教育
- 社会福祉法人藤睦会ふじ保育園

### 医療
- 藤代健生病院

### 福祉
- デイサービスセンターすばる
- グループホームさくらの里
- 在宅介護支援センターひばり

### 商業
- タイヤガーデン

### 交通
- 弘南バス藤代車庫

### 公共
- 田中集会所

### 重要文化財
- 革秀寺

## 小・中学校の学区
市立小・中学校に通う場合、学区は以下の通りとなる。
| 大字       | 番地 | 小学校             | 中学校             |
| ---------- | ---- | ------------------ | ------------------ |
| 藤代       | 全域 | 弘前市立致遠小学校 | 弘前市立第二中学校 |
| 藤代一丁目 | 全域 | 弘前市立致遠小学校 | 弘前市立第二中学校 |
| 藤代二丁目 | 全域 | 弘前市立致遠小学校 | 弘前市立第二中学校 |
| 藤代三丁目 | 全域 | 弘前市立致遠小学校 | 弘前市立第二中学校 |
| 藤代四丁目 | 全域 | 弘前市立致遠小学校 | 弘前市立第二中学校 |
| 藤代五丁目 | 全域 | 弘前市立致遠小学校 | 弘前市立第二中学校 |

## 交通
- 弘南バス
  - 向駒越、藤代、藤代営業所、田中（弘前駅 - 藤代営業所線、他）停留所。
  - 田中（ミニバス 土堂・浜の町・栄町団地線）停留所。